# Airbus Beluga
Az Airbus A300-600ST, más néven Beluga az Airbus A300-as modelljére épített teherszállító repülőgép. Feladata az Airbus repülőgépek szerkezeti elemeinek és más túlméretes tárgyaknak a szállítása. Nevét a belugához, azaz a fehér delfinhez való hasonlatossága miatt kapta.
Az Airbus Beluga hivatalos neve: A300–600ST Super Transporter. Valamennyi jelenleg üzemelő gép közül a legnagyobb a teherbefogadó képessége. A világon bárhová óriási méretű tárgyakat is elvisz.
A Belugát eredetileg arra szánták, hogy az Airbus komplett elemeit elvigye Európa összeszerelő üzemeibe, Toulouse-ba és Hamburgba. A Beluga teherfedélzete  minden egyéb gépénél nagyobb.
Az Airbus Beluga összesen 47 tonna terhet képes befogadni 1400 köbméteres törzsében.

## Műszaki adatok

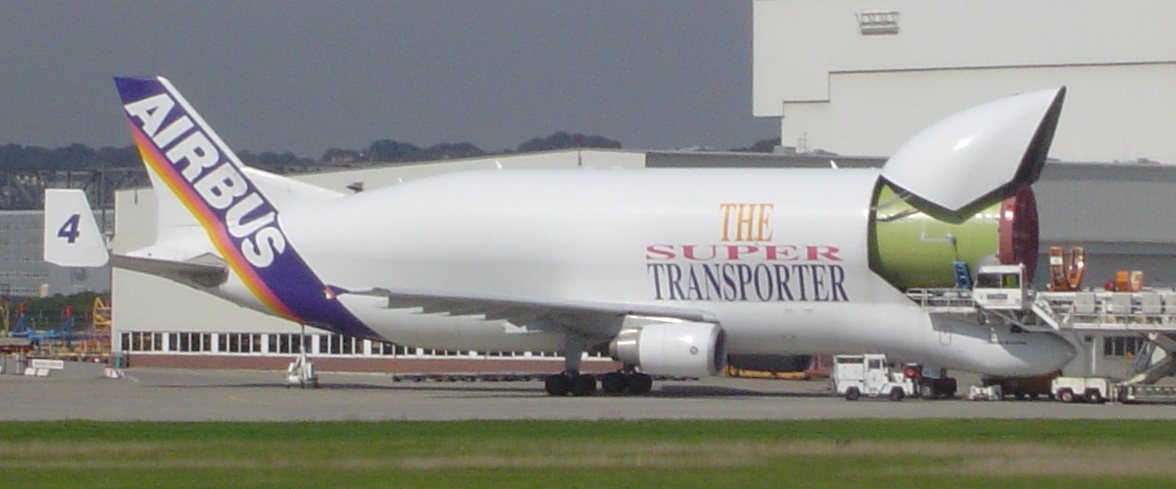
Airbus Beluga rakodás

| Megnevezés                   | A300-600ST                 |
| ---------------------------- | -------------------------- |
| Hossz                        | 56,15 m                    |
| Szárnyfesztávolság           | 44,84 m                    |
| Magasság                     | 17,24 m                    |
| Szárnyfelület                | 122,40 m²                  |
| Törzs átmérő                 | 3,95 m 7,1 m (a raktérben) |
| Üres tömeg                   | 86 t                       |
| Max. felszálló tömeg         | 155 t                      |
| Hatótávolság (40 t rakomány) | 2779 km                    |
| Hatótávolság (26 t rakomány) | 4632 km                    |
| Hajtóművek                   | GE CF6-80C2A8              |
| Szállítmány max. tömeg       | 47 t                       |
| Szállítmány max. méret       | 1210 m³                    |
| Személyzet                   | két fő                     |

## Forrásjegyzék
1. ↑  Airbus Aircraft Family: Beluga - Specifications. [2012. február 16-i dátummal az eredetiből archiválva]. (Hozzáférés: 2010. december 25.)
2. ↑  Airbus Aircraft Family: Beluga - Freight. [2012. február 16-i dátummal az eredetiből archiválva]. (Hozzáférés: 2010. december 25.)
3. ↑  Airbus Aircraft Family: Beluga - Flight Deck. [2010. december 23-i dátummal az eredetiből archiválva]. (Hozzáférés: 2010. december 26.)

## Lásd még
- Airbus A300
- Aero Spacelines Super Guppy